# Пароксизмальна тахікардія
Пароксизмальна тахікардія (від грец. παροξυσμός «дратування» та «тахікардія») — вид аритмії, який проявляється раптовим самостійним посиленням нападів серцебиття (пароксизми) з частотою серцевих скорочень від 140 до 250 ударів на хвилину, що виникають під впливом ектопічних імпульсів в передсердях, атріовентрикулярному з'єднанні або шлуночках, та викликають подальше заміщення нормального синусового ритму.

Тахікардія на ЕКГ

Пароксизми тахікардії мають раптовий початок і закінчення, різну тривалість (від декількох секунд до доби) і, як правило, збережений регулярний ритм, але характеризуються порушенням процесу збудження різних ділянок серця. Хронічна та гостра пароксизмальна тахікардія викликають порушення кровообігу як самих тканин серця, так і всього організму людини.
Пароксизмальна тахікардія, особливо в молодому віці, нерідко має функціональний характер. Головна причина, яка викликає приступи в молодих та юних осіб — стресові психічні, розумові та фізичні реакції. Це пояснюється тим, що стресові ситуації супроводжуються збільшенням в крові адреналіну, норадреналіну та катехоламінів, які й викликають патогенетичні механізми цієї хвороби.

## Класифікація
За місцем виникнення патологічних ектопічних імпульсів виділяють передсердну, передсердно-шлуночкову (атріовентрикулярну) та шлуночкову форми пароксизмальної тахікардії. Нерідко передсердна та передсердно-шлуночкова пароксизмальні тахікардії об'єднуються в одну — надшлуночкову (суправентрикулярну) форму.
За характером перебігу пароксимальна тахікардія поділяється на гостру (пароксизмальна), постійно поворотну (хронічна) та безперервно рецидивуючу (перепади серцебиття постійні та ритмічні) форми.
За механізмом розвитку описані реципрокна (пов'язана з механізмом re-entry в синусовому вузлі), ектопічна (або вогнищева) та багатофокусна (або багатоочагова) форми надшлуночкової пароксизмальної тахікардії.

## Симптоми
Початок пароксизми пацієнт відчуває як поштовх в області серця, який різко змінюється посиленим серцебиттям, чи незрозумілий дискомфорт у грудях. Частота серцевих скорочень під час пароксизмів сягає 140–250 ударів на хвилину.

Приступ тахікардії може супроводжуватися запамороченням, сильним шумом у вухах чи закладанні, гудінні в голові та/чи відчуттям стискання серця, блідістю, почастішанням дихання, набуханню та помітному пульсуванню яремних вен. Рідше відзначається минуща вогнищева неврологічна симптоматика — афазія, геміпарези.

Пароксизма надшлуночкової тахікардії може супроводжуватись вегетативною дисфункцією: пітливість, нудота, метеоризм, легкий субфебрилітет, різке падіння артеріального тиску, непритомність та загальна слабкість, потемніння в очах, судоми м'язів кінцівок, тремтіння пальців рук, посилення перистальтики.

По закінченні нападу протягом декількох годин спостерігається поліурія.

## Лікування
Лікування пароксизмальної тахікардії має бути спрямованим на подолання й попередження самих приступів та їхніх рецидивів. Спочатку варто вплинути на нервову регуляцію збудження гілок блукаючого нерву, або ж пригнічувати активність гілок симпатичного нерву.
Для зняття приступу пароксизмальної тахікардії також можна використовувати пробу Ашнера-Даньїні — помірне натискання пальцями на обидва очних яблука хворого, який знаходиться виключно в горизонтальному положенні. Кінцями великих пальців несильно натискають (менш, ніж 30 сек.) на заплющені очі хворого безпосередньо під верхніми надочними дугами, що викликає непоганий терапевтичний вплив.

Якщо ж хворий на тахікардію має серйозні захворювання очей та/чи сильну короткозорість — така проба заборонена.

За відсутності ефекту від механічних прийомів зменшення тахікардії переходять до внутрішнього введення серцевих глікозидів у дозі, достатній для різкого збудження блукаючого нерву (Верапаміл), або ж бета-адреноблокатори: анаприлін (індерал, обзідан), окспренолол (тразикор), віскен, бензодиксин (бензорал), кордан.
Профілактика охоплює лікування основного захворювання та зміцнення всього організму шляхом нескладних помірних аеробних вправ, прийом антиарітмічних препаратів (солей калію, панангіну, хінідіну, бета-андреноблокаторів, верапамілу, аміодірону).